# Schwarzburg–Sondershauseni Fejedelemség
Schwarzburg-Sondershausen Fejedelemség (németül: Fürstentum Schwarzburg-Sondershausen) – a német birodalomhoz tartozó fejedelemség volt, mely két egymástól elkülönített részből, az Oberherrschaftból és az Unterherrschaftból állt. Oberherrschaft Erfurt porosz kerület, Schwarzburg-Rudolstadt, Szász-Meiningen, Szász-Weimar, és Szász-Koburg-Gotha közt a Türingiai-erdő északi lejtőjén, míg Unterherrschaft Schwarzburg-Rudolstadt, Szász-Koburg-Gotha és Poroszország részei közt terült el. Fővárosa Sondershausen volt.

## Története

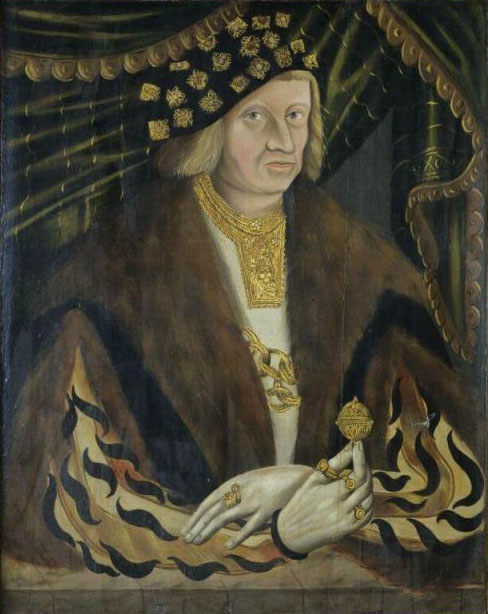
Günther XL. (1499-1552)

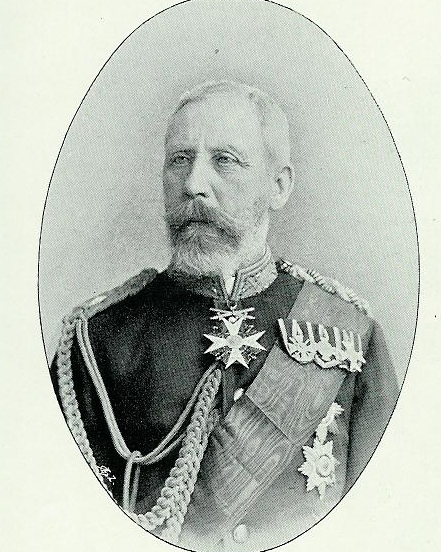
Karl Gunther Schwarzburg

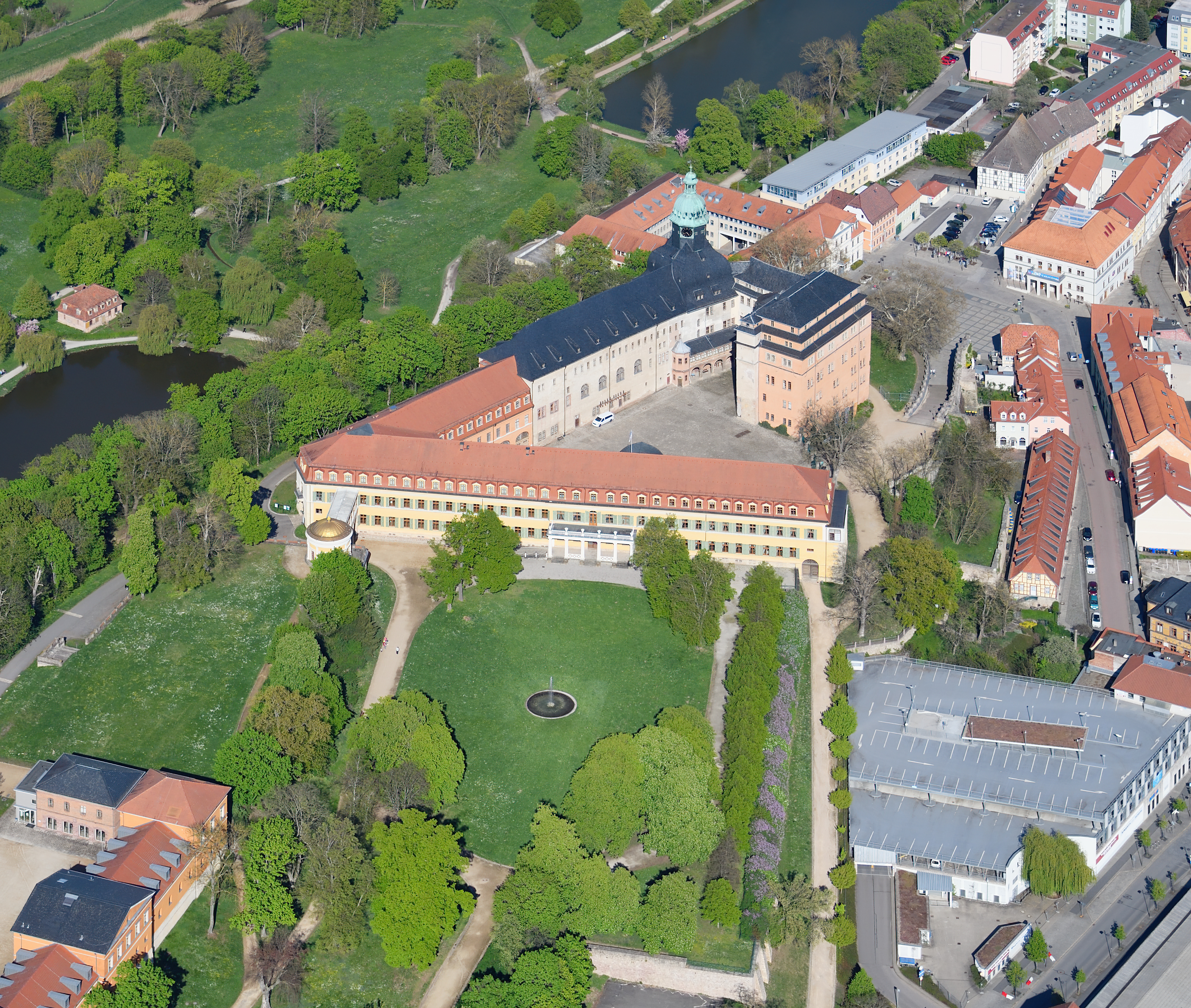
Sondershausen kastély

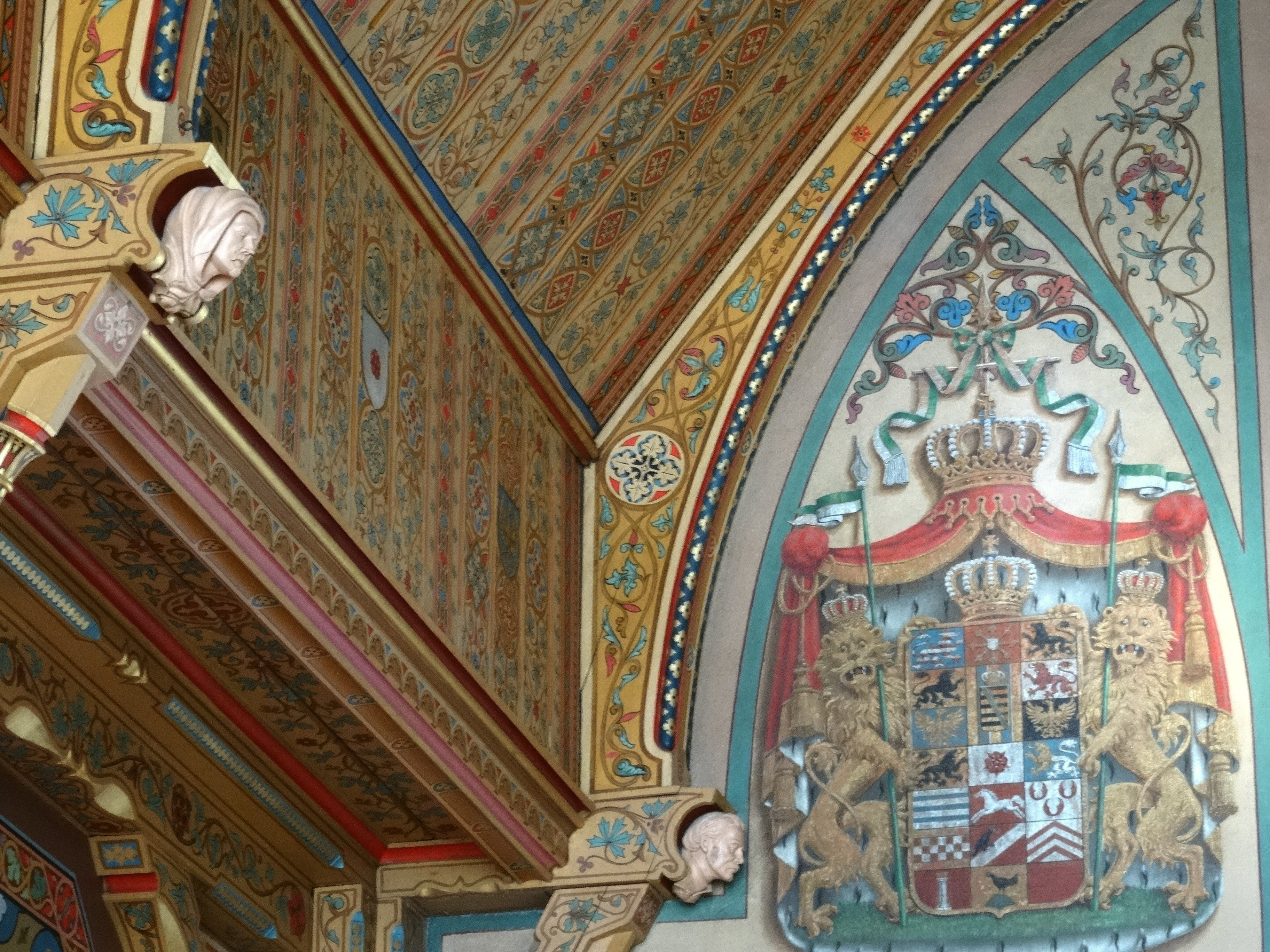
Címer a sondenhauseni gimnázium aulájában

A fejedelmi dinasztiát a 16. században Günther alapította. A fejedelemség többszöri felosztása után I. Keresztély Vilmost és II. Antal Günthert, 1697-ben fejedelmi méltóságra emelték, majd 1713-ban egymással oly szerződést kötöttek, hogy az egész fejedelemséget mindig az elsőszülött örökölje, a család többi tagja csak rangjukhoz illő ellátásban részesüljön. 
I. Günther Frigyes Károly 1807-ben a rajnai, majd 1815-nen a német szövetségbe állt be, majd 1816-ban a Poroszországgal kötött egyezség értelmében elnyerte a teljes szuverenitást. 
II. Günther Frigyes Károly 1835-ben átvette atyjától az uralmat, majd az állami élet minden terén reformokba kezdett. 1841 szeptember 14-én kibocsátotta az első alkotmányra vonatkozó törvényt, amely szerint 1843. szeptember 7-én össze is gyűlt a tartományi ülés. Ezt követték a reformok a közigazgatás és igazságügy, később a közoktatásügy terén.
1866-ban a fejedelemség Poroszországhoz csatlakozott, majd belépett az Északnémet Szövetségbe is. 
1880. július 17-én a fejedelem szembaja miatt lemondott a trónról, melyet fia Günther Károly örökölt.